# Ołeksandr Mirosznyczenko
Ołeksandr Ołeksandrowycz Mirosznyczenko, ukr. Олександр Олександрович Мірошниченко (ur. 19 stycznia 1986 w Ługańsku) – ukraiński piłkarz, grający na pozycji pomocnika.

## Kariera piłkarska

### Kariera klubowa
Wychowanek klubu Szachtar Donieck, barwy którego bronił w juniorskich mistrzostwach Ukrainy (DJuFL). W 2003 rozpoczął karierę piłkarską w trzeciej drużynie Szachtara. W 2008 wyjechał za granicę, gdzie został piłkarzem estońskiego pierwszoligowego klubu Pärnu Vaprus. Wiosną 2009 przeszedł do białoruskiej Dynamy Brześć, ale występował tylko w drużynie rezerwowej. Latem 2009 powrócił do Ukrainy, gdzie został piłkarzem Wołyni Łuck.

### Kariera reprezentacyjna
W latach 2002–2005 występował w juniorskich reprezentacji U-17 oraz U-19.